# Srbac

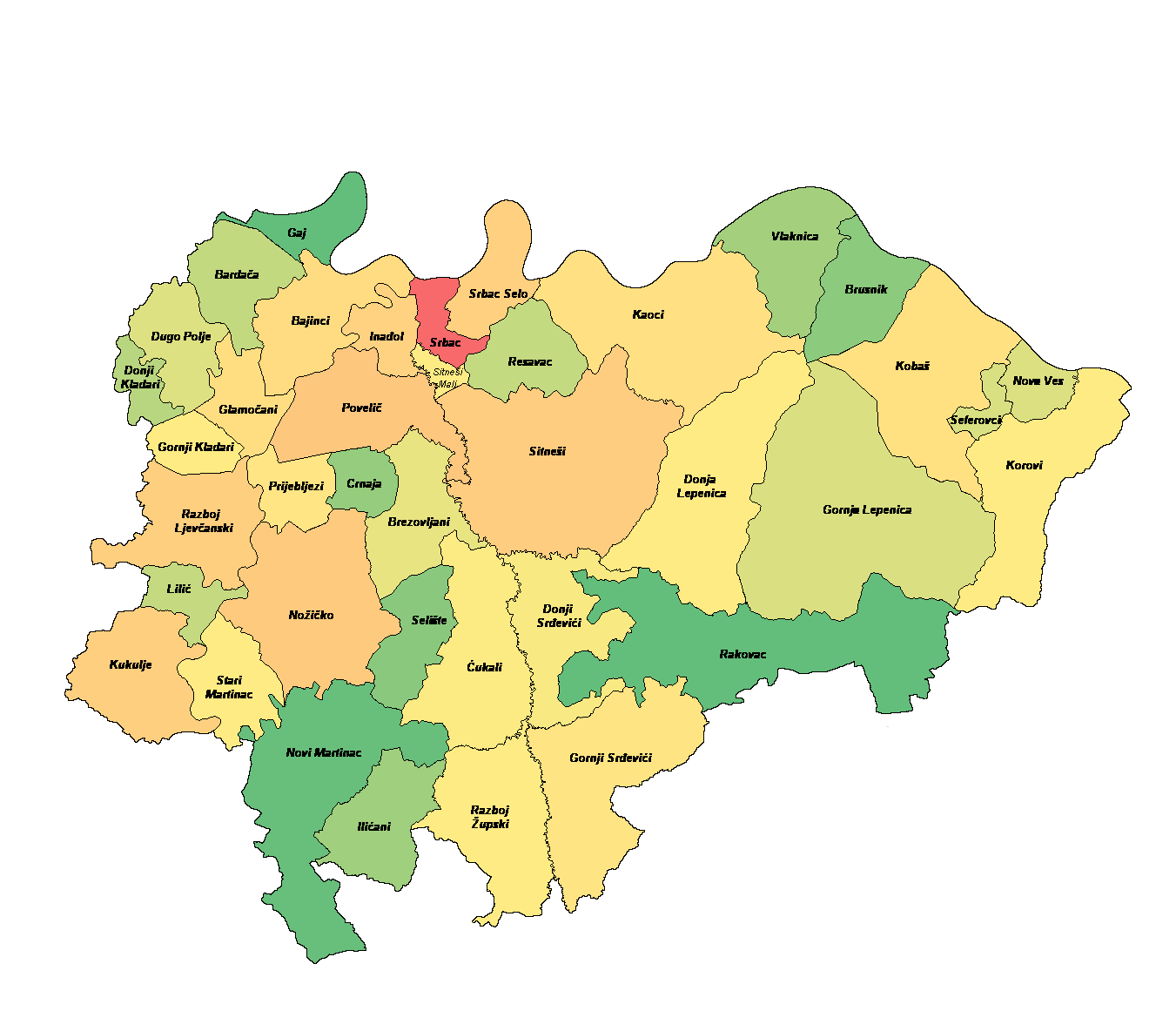
Comuna și orașul (cu roșu) Srbac

Srbac (în sârbă Србац) este un oraș și o comună din Republika Srpska, o entitate din statul Bosnia și Herțegovina. Se află la confluența râurilor Vrbas și Sava. Conform rezultatelor recensământului din 2013, comuna a avut o populație de 17.587 de locuitori, în timp ce orașul Srbac a avut o populație de 2.707 de locuitori.

## Geografie

### Geografie fizica
Comuna Srbac este situată în zona în care râul Vrbas se varsă în râul Sava. Zona de izvorâre a râului Vrbas este Muntele Zec (Iepurele) aflat la aproximativ 140 de kilometri spre sud. Zona din jurul comunei Srbac este formată din pădure muntoasă la sud-est (40% din suprafața totală) și terenuri agricole la sud-vest (60% din suprafața totală). Orașul în sine a fost construit în valea Panoniei, care se află la tranziția dintre zonele montane joase și terenurile agricole plane. Lanțurile montane din sud-est se numesc Motajica, iar cel mai înalt vârf se numește Gradina, care are 652 demetri deasupra nivelului mării. Punctul cel mai de jos este de 89 de metri deasupra nivelului mării, în Vlaknica (un sat mic), de-a lungul râului Sava.

### Geografia politică
Comuna Srbac este situată în partea de nord-est a Republikii Srpska la 45,5° N 17,31° E și se învecinează cu comunele Derventa, Prnjavor, Laktaši și Gradiška și are o frontieră lungă de 42 km cu Republica Croația. Comuna Srbac are o suprafață de 453 km² și este formată din 39 de așezări.

### Climat
Srbac are un climat temperat-continental, cu ierni dure și veri calde. Cea mai caldă lună a anului este iulie, cu o temperatură medie de 25°C (77°F). Cea mai rece lună a anului este ianuarie, când temperaturile sunt în medie de -5°C (23°F). Precipitațiile anuale în Srbac sunt de aproximativ 875 mm. Datorită latitudinii; în Srbac ninge aproape în fiecare an. Vânturile puternice bat dinspre nord și nord-est aducând multă zăpadă.

## Istorie

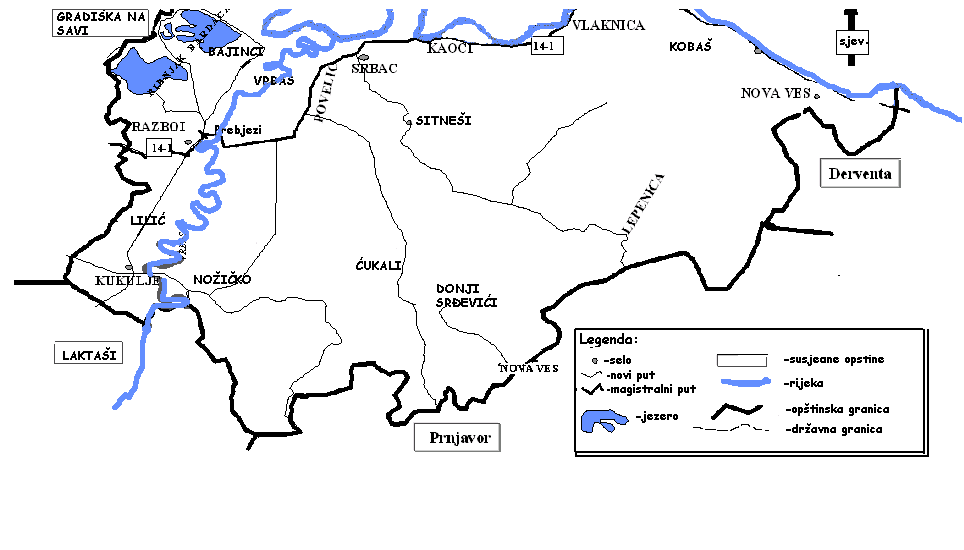
Harta comunei Srbac

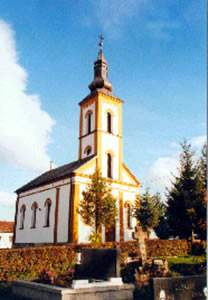
Biserica Ortodoxă Sârbă

Dovezile arheologice indică o așezare din epoca fierului existentă în regiune (Cagan). Înainte de prăbușirea Imperiului Roman de Apus, orașul a fost menționat în această zonă. Ca și în Balcani în timpul ocupației otomane, orașele au fost arse și distruse în mod constant. În zona cadastrală a Srbacului modern a existat orașul istoric Svinjar (care are sensul de „grajd de porcine”).

### Epoca otomană
În timpul Războiului cel Lung (1591-1606), Ahmet Hafiz-pașa și-a mutat imensa armată din Slavonia ocupată de otomani peste râul Sava, la Svinjar, în Bosnia (1596). În timpul ocupației otomane, regiunea a făcut parte din Sangeacul Bosnia. Svinjar a fost unul dintre locurile importante ale rebelilor din Bosnia în timpul Răscoalei din Herțegovina (1875–1877) împotriva Imperiului Otoman; una dintre bătălii a avut loc aici, la 21 noiembrie 1875, într-un loc numit Srbac unde haiducii din muntele Motajica au ars și au distrus o tabără militară otomană.

### Austro-Ungaria
La sfârșitul secolului al XIX-lea, Svinjar a fost sub ocupație Austro-Ungară. În 1888 a fost deschisă o școală primară în Svinjar. Între anii 1899-1921, aproximativ 7.000 de polonezi și aproximativ 5.000 de ucraineni au migrat și s-au stabilit în zonă. Spre sfârșitul anului 1929 a fost deschis și un centru medical în Svinjar. La 2 noiembrie 1933, ministrul afacerilor interne al Regatului Iugoslaviei a schimbat numele orașului în Srbac.

### Iugoslavia
În timpul celui de-al doilea război mondial aceste ținuturi au fost invadate frecvent de toate părțile implicate în război. În anii 1970, Srbac a cunoscut o dezvoltare rapidă odată cu deschiderea unei noi fabrici de textile și a unei fabrici de materiale de împachetare și ambalare. Cu toate acestea, creșterea economică s-a oprit în timpul Războiului Bosniac. Srbac a fost bombardat de 3 ori în timpul războiului de către forțele croate, în vara anului 1992. Nimeni nu a fost ucis în aceste 3 incidente și Srbac a suferit doar pagube minore.

## Demografie

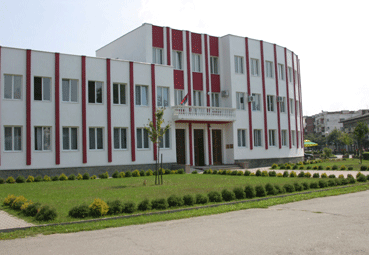
Clădirea Consiliului municipal.

### Populație
Conform rezultatelor recensământului din 2013, comuna a avut 17.587 de locuitori, în timp ce orașul Srbac a avut o populație de 2.707 de locuitori.
| Populația după așezare – comuna Srbac | Populația după așezare – comuna Srbac | Populația după așezare – comuna Srbac | Populația după așezare – comuna Srbac | Populația după așezare – comuna Srbac | Populația după așezare – comuna Srbac | Populația după așezare – comuna Srbac | Populația după așezare – comuna Srbac | Populația după așezare – comuna Srbac |
| ------------------------------------- | ------------------------------------- | ------------------------------------- | ------------------------------------- | ------------------------------------- | ------------------------------------- | ------------------------------------- | ------------------------------------- | ------------------------------------- |
|                                       | Așezare                               | 1948                                  | 1953                                  | 1961                                  | 1971                                  | 1981                                  | 1991                                  | 2013                                  |
|                                       | Total                                 |                                       |                                       |                                       | 21.226                                | 22.336                                | 21.840                                | 17.587                                |
| 1                                     | Bajinci                               |                                       |                                       |                                       |                                       |                                       | 900                                   | 621                                   |
| 2                                     | Bardača                               |                                       |                                       |                                       |                                       |                                       | 269                                   | 195                                   |
| 3                                     | Brezovljani                           |                                       |                                       |                                       |                                       |                                       | 292                                   | 267                                   |
| 4                                     | Brusnik                               |                                       |                                       |                                       |                                       |                                       | 176                                   | 86                                    |
| 5                                     | Vlaknica                              |                                       |                                       |                                       |                                       |                                       | 247                                   | 133                                   |
| 6                                     | Gaj                                   |                                       |                                       |                                       |                                       |                                       | 5                                     | 3                                     |
| 7                                     | Glamočani                             |                                       |                                       |                                       |                                       |                                       | 615                                   | 559                                   |
| 8                                     | Gornja Lepenica                       |                                       |                                       |                                       |                                       |                                       | 351                                   | 240                                   |
| 9                                     | Gornji Kladari                        |                                       |                                       |                                       |                                       |                                       | 392                                   | 316                                   |
| 10                                    | Gornji Srđevići                       |                                       |                                       |                                       |                                       |                                       | 608                                   | 455                                   |
| 11                                    | Donja Lepenica                        |                                       |                                       |                                       |                                       |                                       | 537                                   | 326                                   |
| 12                                    | Donji Kladari                         |                                       |                                       |                                       |                                       |                                       | 222                                   | 172                                   |
| 13                                    | Donji Srđevići                        |                                       |                                       |                                       |                                       |                                       | 393                                   | 302                                   |
| 14                                    | Dugo Polje                            |                                       |                                       |                                       |                                       |                                       | 332                                   | 247                                   |
| 15                                    | Ilićani                               |                                       |                                       |                                       |                                       |                                       | 207                                   | 124                                   |
| 16                                    | Inađol                                |                                       |                                       |                                       |                                       |                                       | 785                                   | 779                                   |
| 17                                    | Kaoci                                 |                                       |                                       |                                       |                                       |                                       | 797                                   | 528                                   |
| 18                                    | Kobaš                                 |                                       |                                       |                                       |                                       |                                       | 1,014                                 | 509                                   |
| 19                                    | Korovi                                |                                       |                                       |                                       |                                       |                                       | 534                                   | 317                                   |
| 20                                    | Kukulje                               |                                       |                                       |                                       |                                       |                                       | 950                                   | 842                                   |
| 21                                    | Lilić                                 |                                       |                                       |                                       |                                       |                                       | 315                                   | 199                                   |
| 22                                    | Nova Ves                              |                                       |                                       |                                       |                                       |                                       | 377                                   | 243                                   |
| 23                                    | Novi Martinac                         |                                       |                                       |                                       |                                       |                                       | 15                                    | 13                                    |
| 24                                    | Nožičko                               |                                       |                                       |                                       |                                       |                                       | 1,117                                 | 916                                   |
| 25                                    | Povelič                               |                                       |                                       |                                       |                                       |                                       | 1,219                                 | 982                                   |
| 26                                    | Pribljezi                             |                                       |                                       |                                       |                                       |                                       | 562                                   | 432                                   |
| 27                                    | Razboj Župski                         |                                       |                                       |                                       |                                       |                                       | 481                                   | 312                                   |
| 28                                    | Razboj Ljevčanski                     |                                       |                                       |                                       |                                       |                                       | 903                                   | 845                                   |
| 29                                    | Rakovac                               |                                       |                                       |                                       |                                       |                                       | 36                                    | 6                                     |
| 30                                    | Resevac                               |                                       |                                       |                                       |                                       |                                       | 242                                   | 196                                   |
| 31                                    | Selište                               |                                       |                                       |                                       |                                       |                                       | 134                                   | 81                                    |
| 32                                    | Seferovci                             |                                       |                                       |                                       |                                       |                                       | 307                                   | 238                                   |
| 33                                    | Sitneši                               |                                       |                                       |                                       |                                       |                                       | 1,207                                 | 871                                   |
| 34                                    | Sitneši Mali                          |                                       |                                       |                                       |                                       |                                       | 490                                   | 314                                   |
| 35                                    | Srbac                                 | 573                                   | 492                                   | 789                                   | 1.437                                 | 2.442                                 | 3.043                                 | 2.707                                 |
| 36                                    | Srbac Selo                            |                                       |                                       |                                       |                                       |                                       | 824                                   | 822                                   |
| 37                                    | Stari Martinac                        |                                       |                                       |                                       |                                       |                                       | 452                                   | 323                                   |
| 38                                    | Ćukali                                |                                       |                                       |                                       |                                       |                                       | 380                                   | 308                                   |
| 39                                    | Crnaja                                |                                       |                                       |                                       |                                       |                                       | 110                                   | 104                                   |

### Compoziție etnică
|              | 2013           | 1991           | 1981           | 1971           |
| Total        | 2.707 (100,0%) | 3.043 (100,0%) | 2.442 (100,0%) | 1.437 (100,0%) |
| Sârbi        |                | 2.605 (85,61%) | 1.840 (75,35%) | 1.285 (89,42%) |
| Iugoslavi    |                | 209 (6.868%)   | 394 (16,13%)   | 10 (0,696%)    |
| Alții        |                | 124 (4.075%)   | 71 (2.907%)    | 28 (1.949%)    |
| Croați       |                | 54 (1.775%)    | 65 (2.662%)    | 46 (3.201%)    |
| Bosniaci     |                | 51 (1.676%)    | 33 (1.351%)    | 39 (2.714%)    |
| Muntenegreni |                |                | 29 (1.188%)    | 22 (1.531%)    |
| Macedoneni   |                |                | 7 (0,287%)     | 2 (0,139%)     |
| Albanezi     |                |                | 3 (0,123%)     |                |
| Romi         |                |                |                | 4 (0,278%)     |
| Sloveni      |                |                |                | 1 (0,070%)     |

|              | 2013.           | 1991.           | 1981.           | 1971.           |
| Total        | 17.587 (100,0%) | 21.840 (100,0%) | 22.336 (100,0%) | 21.226 (100,0%) |
| Sârbi        | 16.630 (94,56%) | 19.382 (88,75%) | 19.175 (85,85%) | 19.469 (91,72%) |
| Bosniaci     | 417 (2.371%)    | 940 (4.304%)    | 800 (3.582%)    | 1 018 (4.796%)  |
| Alții        | 409 (2.326%)    | 567 (2.596%)    | 557 (2.494%)    | 454 (2.139%)    |
| Croați       | 131 (0,745%)    | 140 (0,641%)    | 172 (0,770%)    | 203 (0,956%)    |
| Iugoslavi    |                 | 811 (3.713%)    | 1 543 (6.908%)  | 34 (0,160%)     |
| Muntenegreni |                 |                 | 57 (0,255%)     | 27 (0,127%)     |
| Albanezi     |                 |                 | 12 (0,054%)     | 5 (0,024%)      |
| Macedoneni   |                 |                 | 11 (0,049%)     | 4 (0,019%)      |
| Sloveni      |                 |                 | 6 (0,027%)      | 8 (0,038%)      |
| Romi         |                 |                 | 3 (0,013%)      | 4 (0,019%)      |